# Helga Wex

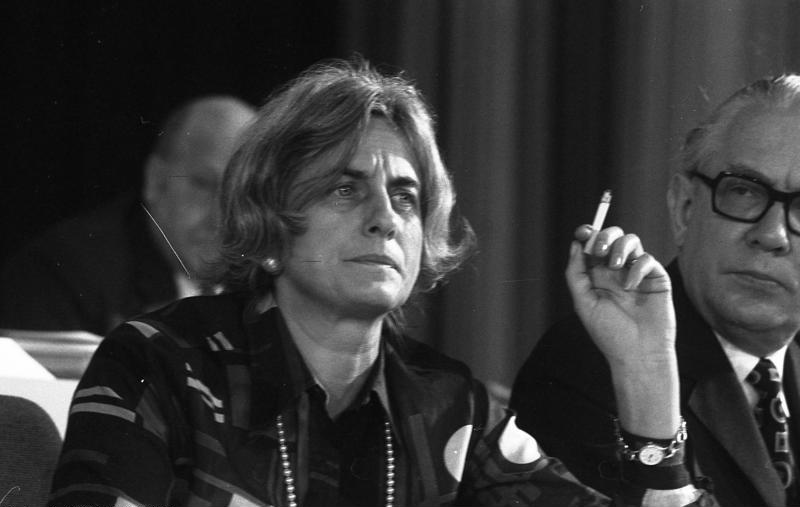
Helga Wex (1972)

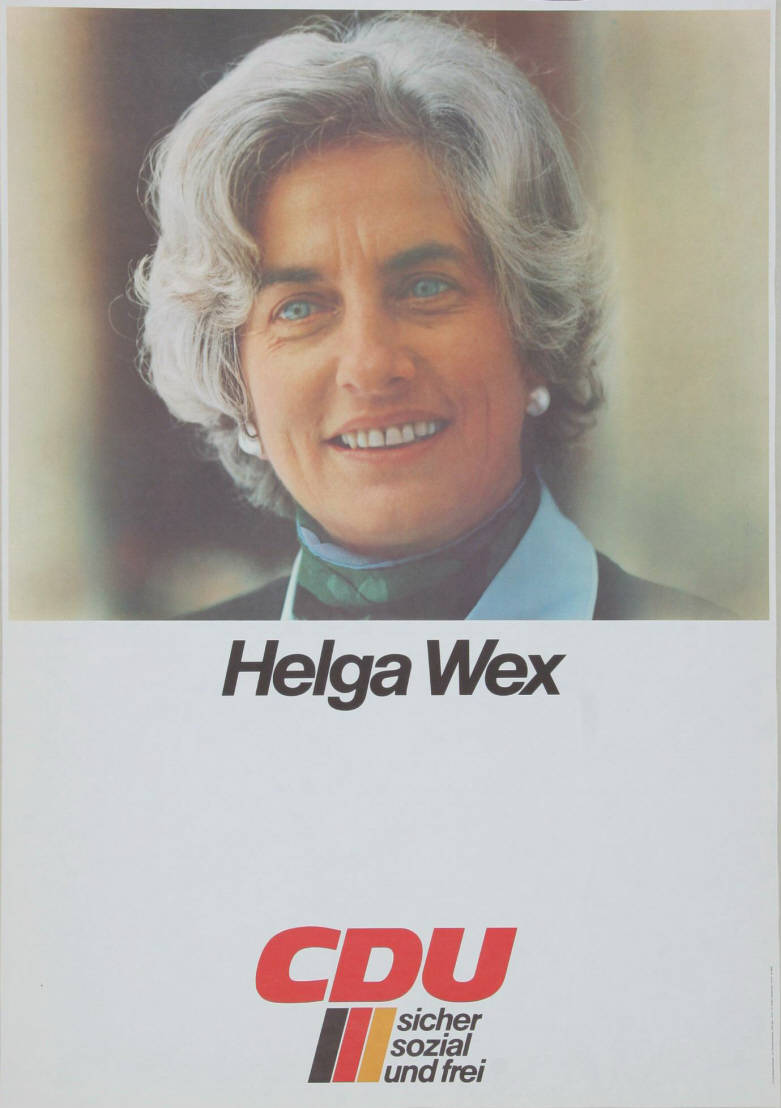
Kandidatenplakat zur Bundestagswahl 1976

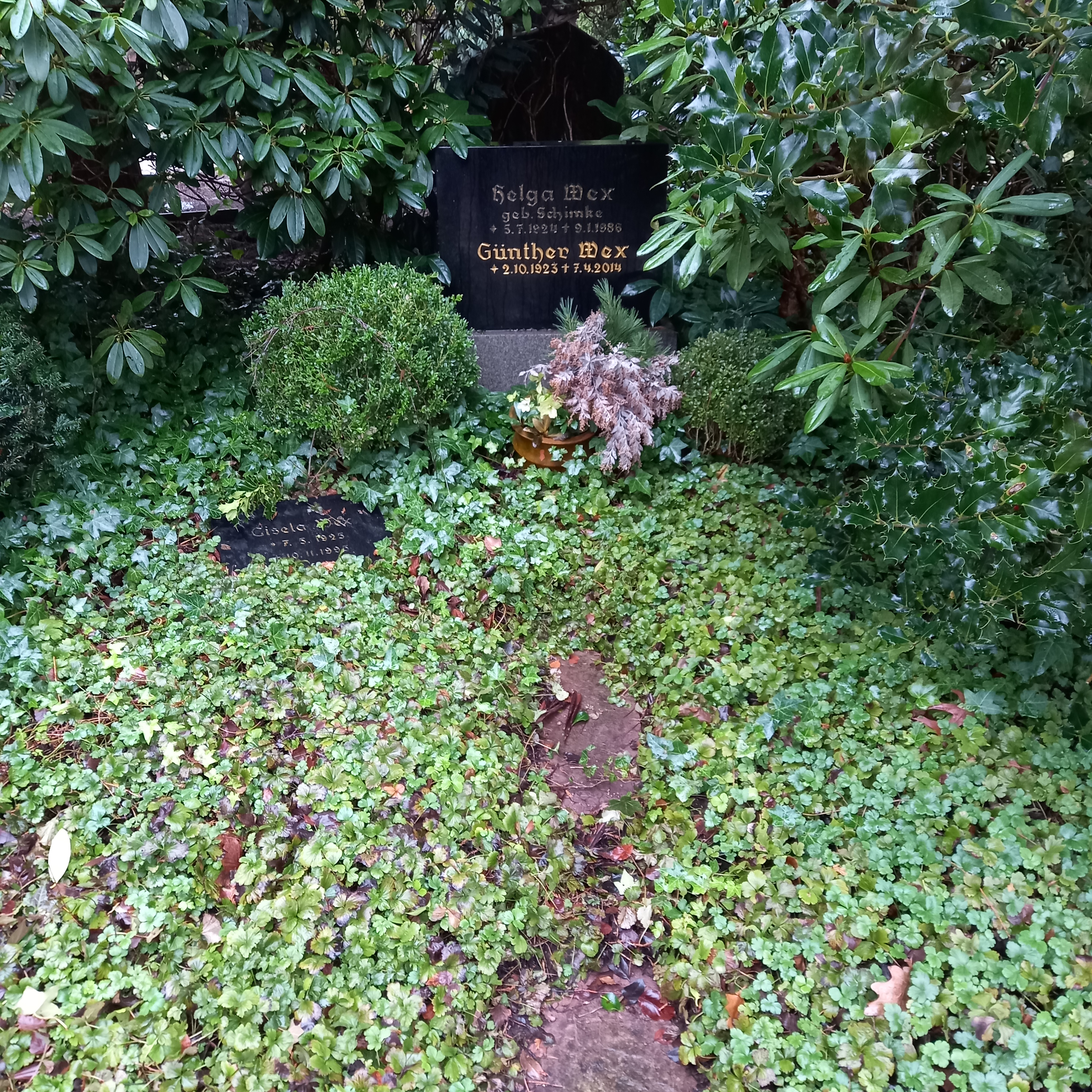
Das Grab von Helga Wex und ihrem Ehemann Günther im Familiengrab auf dem Nienstedtener Friedhof in Hamburg

Helga Wex (geborene Schimke, * 5. Juli 1924 in Buxtehude; † 9. Januar 1986 in Mülheim an der Ruhr) war eine deutsche CDU-Politikerin. Sie war von 1967 bis 1969 und von 1972 bis 1986 Mitglied des Deutschen Bundestages.

## Werdegang
Helga Wex stammte aus einem sozialdemokratischen Elternhaus; ihr Vater Hugo Schimke war für die SPD in Buxtehude kommunalpolitisch aktiv. Nach ihrem Studium der Philosophie wurde sie 1950 in Hamburg mit dem Thema Das Abschiedsmotiv in der deutschen Liebeslyrik vom Mittelalter bis zum Ausgang des 18. Jahrhunderts zum Dr. phil promoviert. Anschließend absolvierte sie zusätzliche Studiengänge am Europa-Kolleg in Brügge und an der Akademie für Internationales Recht in Den Haag.
Von 1953 bis 1957 war Wex Ministerialreferentin bei der Vertretung des Landes Nordrhein-Westfalen beim Bund. Sie trat 1961 in die CDU ein und war von 1961 bis 1973 Mitglied des Stadtrates von Mülheim an der Ruhr. Dort lebte sie mit ihrem Mann Günther Wex und zwei gemeinsamen Kindern.
Sie wurde am 28. April 1967 Mitglied des 5. Deutschen Bundestages, den sie zu dessen Ende 1969 wieder verließ. Sie zog erneut zu Beginn der 7. Wahlperiode 1972 in den Bundestag ein, dem sie bis zu ihrem Tod am 9. Januar 1986 in seiner 10. Wahlperiode angehörte. Sie erreichte den Bundestag jeweils über die Landesliste der nordrhein-westfälischen CDU.
Von 1969 bis 1977 war sie stellvertretende Bundesvorsitzende der CDU und als Nachfolgerin von Aenne Brauksiepe Mitglied des Präsidiums.
Von 1971 bis 1986 war sie Vorsitzende der Frauenvereinigung der CDU, der heutigen Frauen Union. In diesem Amt erklärte sie „das Ende der Bescheidenheit“ für den weiblichen Teil der CDU und forderte eine stärkere Beteiligung von Frauen in der Partei. Dabei brachte sie Themen wie die Vereinbarkeit von Familie und Beruf auf und erkämpfte die Antragsberechtigung auf Parteitagen für den Frauenverband, die er schließlich 1975 erhielt. 
1979 kandidierte sie fraktionsintern gegen Richard von Weizsäcker als Bundestagsvizepräsidentin, verlor jedoch klar. 1983 wurde sie stellvertretende Vorsitzende der CDU/CSU-Bundestagsfraktion.
1984 wurde sie Koordinatorin für die deutsch-französischen Beziehungen im Auswärtigen Amt und behielt dieses Amt bis zu ihrem Tod. In dieser Position setzte sie sich für den Ausbau des gegenseitigen Sprachunterrichtes in Frankreich und Deutschland ein.
Während der ersten Parteispendenaffäre der CDU um illegale Parteienfinanzierung mittels der Staatsbürgerlichen Vereinigung ermunterte auch Helga Wex u. a. den Gerling-Konzern, Gelder an Finanzamt und Bundespartei vorbei direkt an ihren CDU-Kreisverband Mülheim an der Ruhr zu spenden.
Helga Wex starb am 9. Januar 1986 in Mülheim/Ruhr an den Folgen einer Krebserkrankung.

## Ehrungen
- Großes Bundesverdienstkreuz
- Helga-Wex-Platz in Buxtehude
- Helga-Wex-Weg in Mülheim an der Ruhr[5]

## Nachlass
Der schriftliche Nachlass von Helga Wex liegt im Archiv für Christlich-Demokratische Politik (Bestandssignatur 01-379). Ihr Tätigkeit als Vorsitzende der Frauenvereinigung ist dokumentiert im Bestand der Frauen-Union, der sich ebenfalls im ACDP befindet (Bestandssignatur 04-003).